# Svenja Hahn
Svenja Ilona Hahn, född 25 juli 1989 i Hamburg, är en tysk politiker från Freie Demokratische Partei (FDP) som har tjänstgjort som ledamot i Europaparlamentet sedan 2019.
I valet till Europaparlamentet 2019 ställde hon upp som toppkandidat för Junge Liberale och FDP Hamburg på andra plats på FDP:s federala lista och vann en plats i EU-parlamentet för första gången. Sedan 2022 har hon varit vice ordförande för Alliansen liberaler och demokrater för Europa (ALDE), den europeiska paraplyorganisationen för FDP.

## Biografi
Svenja Hahn växte upp i Schleswig-Holstein. Hon studerade historia och kulturvetenskap vid Justus-Liebig-Universität Giessen och medievetenskap vid Humboldt-Universität zu Berlin.
Hahn bor för närvarande i sin hemstad Hamburg och arbetade på edding AG från 2015 fram till valet till EU-parlamentet 2019.

### Politisk karriär
Hahn har varit medlem i FDP sedan 2010. Sedan 2016 har hon varit medlem av den statliga verkställande styrelsen för FDP Hamburg som bedömare. Från 2016 till 2018 var hon vice ordförande och från 2018 till 2020 ordförande för Europeiska liberala ungdomsförbundet LYMEC), den europeiska paraplyorganisationen för liberala ungdomsföreningar i Europa.
Hahn nominerades av Junge Liberale och deras regionala FDP-förbund som toppkandidat för valet till Europaparlamentet 2019. Vid FDP:s europeiska partikonferens 2019 segrade hon i en omröstning om andraplatsen på listan med 73 procent till 21 procent mot den sittande ledamoten Nadja Hirsch. I EU-valkampanjen 2019 uppfattade WirtschaftsWoche den som "FDP:s nya europeiska ansikte" och beskriver sig själv som "inte påverkad av det nationella perspektivet".
För Europavalet 2024 valdes Hahn enhälligt till FDP Hamburgs toppkandidat för FDP:s federala lista. Hon kandiderar till andraplatsen på FDP:s lista inför EU-valet, direkt bakom Marie-Agnes Strack-Zimmermann.
I EU-parlamentet är hon medlem av Gruppen Renew Europe i  Utskottet för den inre marknaden och konsumentskydd, Utskottet för internationell handel och som samordnare i Specialutskottet för artificiell intelligens i den digitala tidsåldern. 
I EU-valkampanjen uppfattade WirtschaftsWoche den som "FDP:s nya europeiska ansikte"  och beskriver sig själv som "inte påverkad av det nationella perspektivet".
Mellan 2020 och 2022 var hon förste vice ordförande för European Liberal Forum, den europeiska liberala politiska stiftelsen.  I juni 2022 valdes Hahn till vice ordförande för ALDE-partiet. Sedan 2022 har Hahn också varit federal ordförande för FDP:s specialistkommitté för internationell politik.